# Io, me ed altri guai
Io, me ed altri guai è un singolo della cantante italiana Rose Villain, pubblicato il 6 ottobre 2023 come primo estratto dal secondo album in studio Radio Sakura.

## Descrizione
Il brano contiene un campionamento del brano Tainted Love nella versione dei Soft Cell.
Il messaggio femminista della canzone è il rifiuto dei dettami del maschilismo che vogliono una donna "buona e brava", con la rivendicazione della libertà di essere se stesse, senza aver paura di deludere qualcuno.

## Tracce
Testi di Rosa Luini, Paolo Antonacci, Ed Cobb, musiche di Rosa Luini, Andrea Ferrara, Ed Cobb.
1. Io, me ed altri guai – 2:57

## Classifiche
| Classifica (2023) | Posizione massima |
| ----------------- | ----------------- |
| Italia            | 37                |